# Potential Breakup Song
Potential Breakup Song (conhecido também como "Potential Break Up Song" na Europa) é uma canção electropop escrito por American Teen pop duo 78violet, e é o primeiro single de seu álbum de estúdio segunda, Insomniatic (ver 2007 na música).  superando countdowns muitos, e tornando-se 78violet single de maior sucesso até à data. A faixa também foi o terceiro mais bem sucedido single de uma artista de Hollywood Records. Pouco tempo depois, canções de Miley Cyrus (Party in the U.S.A., See You Again, e 7 Things), Demi Lovato (Here We Go Again (canção)) e os Jonas Brothers Burnin' Up) (que continuam amigos com Aly & AJ) superou esse recorde. É um dos singles mais vendido por um artista da Hollywood Records, como foi certificado de platina pela RIAA pelas vendas de 1.000.000 exemplares

## Informações
Existem duas versões desta canção que estão no rádio. Uma é a versão do álbum oficial, que é tocada nas rádios, enquanto a versão com toda a violência e insinuações sexuais removido é jogado na Rádio Disney. No coro, no "ficar" me ", a versão editada acrescenta a" a "entre" Gettin ' "e" me ". No meio-oito, em "sem mim você vai morrer", "morrer" é substituído por "chorar". Esta canção é o seu gênero de dança primeiro single do electropop -.

## Crítica
- Digital Spy: Mas, pelos padrões Disney Channel, pelo menos, "Potential Breakup Song 'é bastante aventureiro, montando seu bassline scuzzy e tango-track ritmo flexionadas para um picador, coro synth-alimentados. Inferno, o cutesy twosome mesmo controlar a pop uma torção saber em suas letras de outra forma banal: "Esta é a canção da separação em potencial - o nosso álbum só precisa de um", certamente!  Eles podem vir em como Gwen Stefani é ligeiramente irritante irmãs mais novas, mas, para introduzir as alegrias do electropop (e solos de guitarra glam-rock, nem menos) para Tweenager da nação, Aly & AJ merecem ser cortado um pouco de folga.
- O Café points: Potential Breakup Song "tem um electro-como a melodia para o que é perfeito para ser jogado em clubes de ouvintes 'dance. O duo harmoniza sobre como as marés românticas giraram, resultando no final de um sindicato.  "Levou muito tempo. Demorou muito tempo. Demorou muito tempo para que você possa chamar de volta e, normalmente, eu simplesmente esquecer que, exceto pelo fato de que era meu aniversário, meu aniversário estúpido… Mas obviamente minha armadura foi rachada… Não me deixe ir… Assim você vai saber. " [4]
- Tommy2.Net: ponto Várias faixas para synth rock através da utilização de samples, loops e processamento de voz incluindo o primeiro single, Potential Breakup Song, que prova ser um bom barómetro para a direção que está dirigindo.
- BBC Music: Nós já introduziu "Potential Breakup Song" em volta das músicas Sofa pt.2, depois de intimidado Steve P em ouvi-la até que o pobre rapaz foi completamente superado pelo seu brilhantismo e, posteriormente, obrigados a bully Fraser em cobri-lo.

## Lançamento do Single
O single foi lançado na Rádio Disney em 12 de maio de 2007, contendo a letra editada do que a versão oficial do single. A canção foi disponibilizada para venda no iTunes E.U. Store em 26 de junho de 2007, juntamente com uma pré-oferta para que o seu terceiro álbum de estúdio, Insomniatic.
O single foi lançado digitalmente no Reino Unido em 1 de outubro, 2.007, seguido por um CD físico lançamento único em 8 de outubro. O álbum, duas semanas depois, 22 de outubro. A música serviu como o grupo de seu segundo single, quando foi lançado em outubro, após seu debut single "Chemicals React", não gráfico no Reino Unido em maio de 2007. Além disso, a faixa bônus para os Estados Unidos o Wal-Mart edição de colecionador "Cuidado com palavras" serve como o lado B do CD single no Reino Unido.

## Desempenho nas paradas musicais
"Potencial Breakup Song" estreou no número 77 da Billboard E.U. Hot 100 em 5 de julho, 2007. A canção chegou ao número 17, tornando-se o melhor desempenho do grupo único no Hot 100. Como a canção começou a cair a carta, caindo para 50 número de cerca de um mês após o seu pico, a canção recuperado recuperou até ao número 41 depois de 78violet co-organizar a MTV 's TRL durante uma semana. A partir de Março de 2009, a canção tem registrado mais de 1.000.000 downloads digitais nos Estados Unidos, permitindo-lhe ter atingido a platina pela RIAA.
No Reino Unido, o single foi lançado para download em 1 º de outubro de 2007, e estreou no UK Top 75 no número 33. Após o lançamento do CD físico no Reino Unido, a canção chegou ao número 22.

### Posições
| Tabela musical (2007-08)                     | Melhor posição |
| -------------------------------------------- | -------------- |
| Canadá (Canadian Hot 100)                    | 72             |
| Europa (Billboard European Hot 100 Singles)  | 65             |
| Países Baixos (Single Top 100)               | 83             |
| Irlanda (IRMA)                               | 16             |
| Noruega (VG-lista)                           | 18             |
| Reino Unido (UK Singles Chart)               | 22             |
| Estados Unidos (Billboard Hot 100)           | 17             |
| Estados Unidos (Billboard Mainstream Top 40) | 19             |
| Venezuela(Pop Rock - Record Report)          | 3              |